# Banorte
Banorte S.A.B. (Grupo Financiero Banorte, S.A.B. de C.V.) ist ein mexikanischer Finanzdienstleister mit Sitz in Monterrey. Grupo Financiero Banorte betreibt seine Geschäftsbank unter den Marken Banorte und Ixe, die Sparkonten, Kreditkarten, Kredite, Hypotheken sowie Gewerbe- und Autokredite anbieten. Daneben werden Versicherungen und Investmentfonds angeboten.
Das Unternehmen ist an der Bolsa Mexicana de Valores und an der Latibex notiert. Banorte ist die zweitgrößte Finanzgruppe in Mexiko in Bezug auf das Kreditportfolio, sie ist die Nummer zwei der Anbieter von Krediten an die Regierung und die zweitgrößte Bank bei Hypothekenkrediten.

## Geschichte
Ende des neunzehnten Jahrhunderts hatte die Stadt Monterrey eine intensive industrielle und kommerzielle Aktivität (als Folge der Gründung der Eisenbahn und der Stahlindustrie). In diesem Zusammenhang beschlossen einige Geschäftsleute, ein Kreditinstitut zu gründen. Am 27. Juli 1899 erteilte das Ministerium für Finanzen und öffentliche Kredite die Konzession für die Gründung des Kreditinstituts. Die Banco Mercantil de Monterrey ist gegründet.
Am 16. November 1899 wurde die Urkunde zur Gründung der Banco Mercantil de Monterrey vor einem Notar unterzeichnet. 1947 gründete dieselbe Gruppe von Geschäftsleuten die Banco Regional del Norte. Im Jahr 1982 wurden die Banco Mercantil de Monterrey und die Banco Regional del Norte durch Verstaatlichung zu nationalen Gesellschaften. Im Jahr 1986 wurden die Banco Mercantil de Monterrey und die Banco Regional del Norte zur Banco Mercantil del Norte (Banorte) fusioniert.
Eine Gruppe von Geschäftsleuten unter der Leitung von Roberto González Barrera erwirbt im Jahre 1992 Banorte. Im Jahr 1993 erwirbt Banorte die Bank Afin Grupo Financiero. Damit ist die Grupo Financiero Banorte geboren. 1997 kauft Banorte die Bank Banpaís und beginnt die Zusammenarbeit mit der italienischen Versicherungsgruppe Generali, um Versicherungs- und Pensionsfonds zu betreiben. 2001 werden 100 % der Anteile an Bancrecer übernommen. Im Jahr 2006 folgt die Übernahme der Inter National Bank und des Überweisungsunternehmens Uniteller in den Vereinigten Staaten.
2011 fusioniert Banorte mit der mexikanischen Bank Ixe. Dadurch wird das Institut zur drittgrößten Bank Mexikos. 2013 wird Afore von BBVA Bancomer übernommen und Afore XXI Banorte festigt seine Position als größter Pensionsfondsmanager in Mexiko. 2020 erfolgt die Fusion mit Grupo Financiero Interacciones. Dadurch wird die Gruppe Banorte das zweitgrößte Finanzinstitut in Mexiko.
In den 1990er Jahren war Banorte in einen Geldwäscheskandal verwickelt, bei dem illegale Drogengelder gewaschen wurden. Mehrere leitende Bankangestellte wurden nach US-amerikanischen Ermittlungen durch die Operation Casablanca verhaftet.

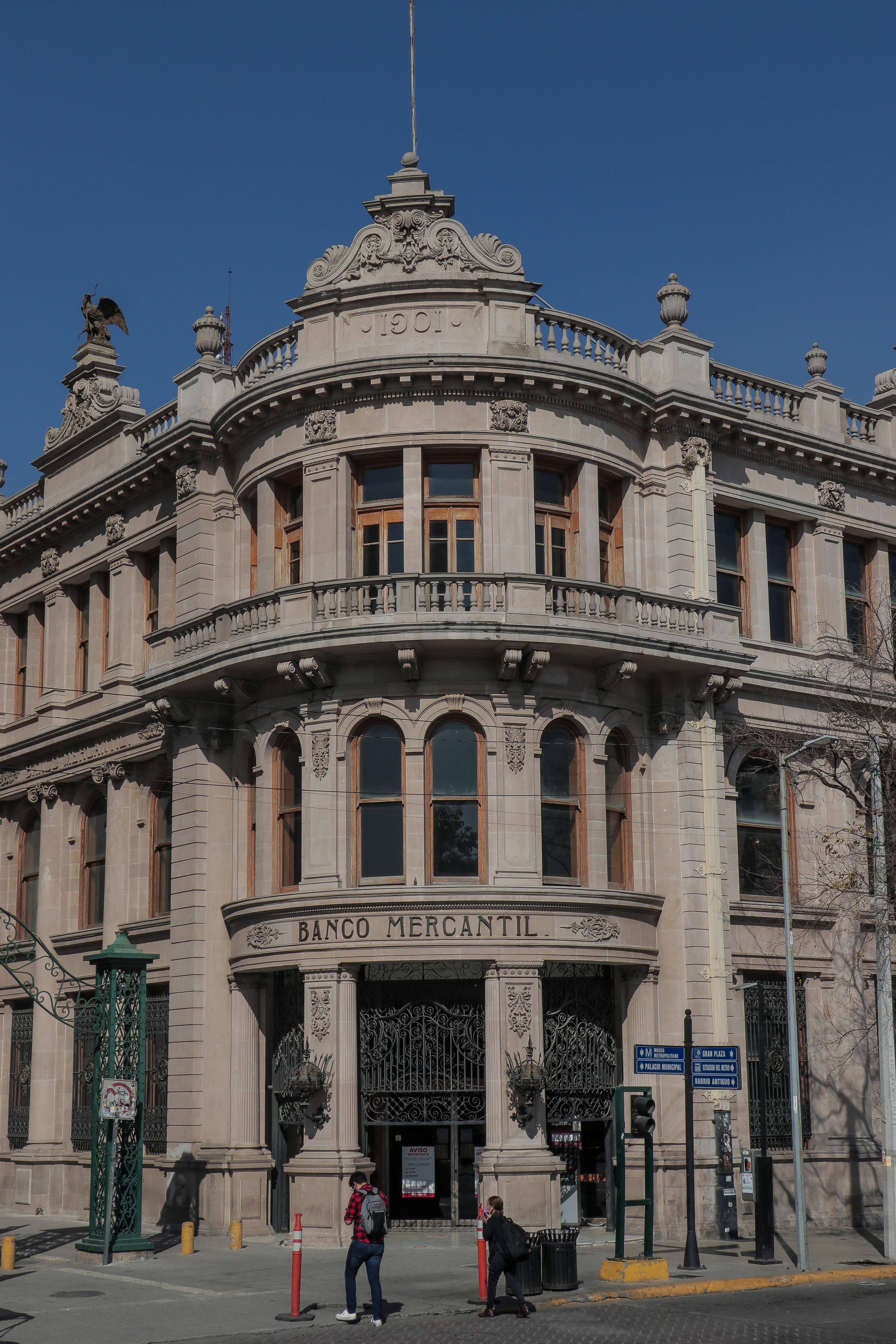
Fassade der Banco Mercantil in Monterrey

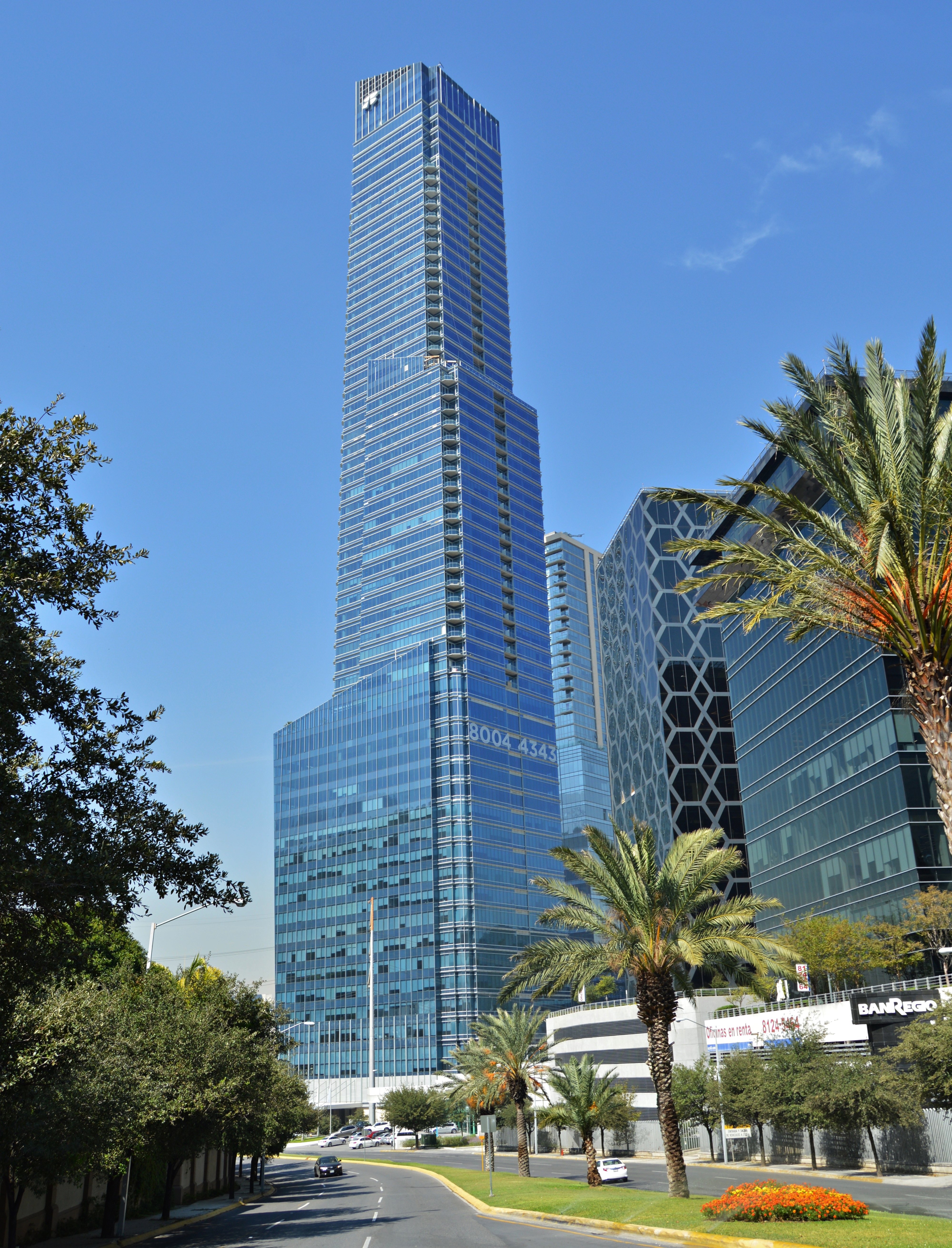
Im Torre KOI in San Pedro Garza García ist die Zentrale von Banorte untergebracht